# Mogambo
Mogambo (originaltitel: Mogambo) är en amerikansk film från 1953 i regi av John Ford. I huvudrollerna ses Clark Gable, Ava Gardner och Grace Kelly. 

## Handling
"Titta en känguru", säger Eloise Kelly när hon ser en noshörningsunge. Hon är en showgirl från Broadway som strandat i Afrika, men Eloise är nog bättre lämpad för storstadsdjungeln. Trots det är en enda blick på safariguiden Victor Marswell tillräckligt för att hon ska veta var hon hör hemma. Linda Nordley är antropologens prydliga fru, som fångar Victors flackande blickar.

## Rollista
- Clark Gable - Victor Marswell
- Ava Gardner - Eloise Kelly
- Grace Kelly - Linda Nordley
- Donald Sinden - Donald Nordley
- Philip Stainton - John Brown-Pryce
- Eric Pohlmann - Leon Boltchak
- Laurence Naismith - Skipper
- Denis O'Dea - Fader Josef

## Utmärkelser
De båda kvinnliga skådespelarna Oscarnominerades och Grace Kelly belönades dessutom med en Golden Globe.